# Saloum Faal
Saloum Faal (Serekunda, 2 novembre 1995) è un calciatore gambiano, centrocampista svincolato.

## Carriera

### Club
Ha giocato nelle serie minori del campionato finlandese.

### Nazionale
Nel 2012 ha esordito in nazionale.

## Statistiche

### Cronologia presenze e reti in nazionale
| Cronologia completa delle presenze e delle reti in nazionale ― Gambia | Cronologia completa delle presenze e delle reti in nazionale ― Gambia | Cronologia completa delle presenze e delle reti in nazionale ― Gambia | Cronologia completa delle presenze e delle reti in nazionale ― Gambia | Cronologia completa delle presenze e delle reti in nazionale ― Gambia | Cronologia completa delle presenze e delle reti in nazionale ― Gambia | Cronologia completa delle presenze e delle reti in nazionale ― Gambia | Cronologia completa delle presenze e delle reti in nazionale ― Gambia |
| Data                                                                  | Città                                                                 | In casa                                                               | Risultato                                                             | Ospiti                                                                | Competizione                                                          | Reti                                                                  | Note                                                                  |
| --------------------------------------------------------------------- | --------------------------------------------------------------------- | --------------------------------------------------------------------- | --------------------------------------------------------------------- | --------------------------------------------------------------------- | --------------------------------------------------------------------- | --------------------------------------------------------------------- | --------------------------------------------------------------------- |
| 15-6-2012                                                             | Blida                                                                 | Algeria                                                               | 4 – 1                                                                 | Gambia                                                                | Qual. Coppa d'Africa 2013                                             | -                                                                     | 82’                                                                   |
| 15-12-2012                                                            | Benguela                                                              | Angola                                                                | 1 – 1                                                                 | Gambia                                                                | Amichevole                                                            | 1                                                                     |                                                                       |
| 15-6-2013                                                             | Marrakech                                                             | Marocco                                                               | 2 – 0                                                                 | Gambia                                                                | Qual. Mondiali 2014                                                   | -                                                                     | 68’                                                                   |
| 7-9-2013                                                              | Bakau                                                                 | Gambia                                                                | 2 – 0                                                                 | Tanzania                                                              | Qual. Mondiali 2014                                                   | -                                                                     | 89’                                                                   |
| Totale                                                                |                                                                       | Presenze                                                              | 4                                                                     |                                                                       | Reti                                                                  | 1                                                                     |                                                                       |